# Camp Toccoa
Camp Toccoa (o Camp Tombs) nella contea di Stephens, in Georgia, è stato un campo di addestramento reclute dell'esercito degli Stati Uniti.

## Storia
Costruito nel 1940 grazie al colonnello Robert Sink, servì ad addestrare il primo gruppo di paracadutisti americani nella storia militare. È un luogo conosciuto anche grazie alla serie televisiva della HBO Band of Brothers - Fratelli al fronte, nella quale la Compagnia Easy del 506º Reggimento di Fanteria Paracadutista, appartenente alla 101ª Divisione Aviotrasportata, viene mostrata iniziare il suo addestramento proprio a Camp Toccoa prima di essere spedita sul fronte europeo della seconda guerra mondiale. Al fianco del campo vi è un monte chiamato Currahee Mountain, frequentemente utilizzato nelle esercitazioni delle reclute. I membri del 506º Reggimento vennero chiamati Currahees che nella lingua Cherokee significa "In piedi da solo". La vetta era sormontata da torri di telecomunicazioni. Dopo la seconda guerra mondiale servì come carcere minorile, ma per continue evasioni la Georgia dovette chiuderlo ed al suo posto venne costruito un impianto tessile. L'unico edificio rimasto è la mensa vicino allo stesso stabilimento.

## Citazioni
Il campo di addestramento Camp Toccoa compare nel videogame Call of duty

## Unità addestrate
- 501° PIR (Parachute Infantry Regiment) assegnato alla 101ª Divisione Aviotrasportata (Airborne Division).
- 506° PIR assegnato alla 101ª Divisione Aviotrasportata.
- 507° PIR assegnato alla 82ª Divisione Aviotrasportata e alla 17ª Divisione Aviotrasportata.
- 511° PIR assegnato alla 11ª Divisione Aviotrasportata.
- 517° PIR assegnato alla 17ª Divisione Aviotrasportata e alla 13ª Divisione Aviotrasportata.
- 457° Parachute Field Artillery Battalion assegnato alla 11ª Divisione Aviotrasportata.
- 295a Ordnance Heavy Maintenance Company (FA) addestramento a Camp Toccoa dal 21 luglio 1943 fino al 24 novembre 1943